# Neslia paniculata
Genre
Synonymes
- Vogelia Medik. [1]

Espèce
Classification phylogénétique
Synonymes
- Alyssum paniculatum Willd., 1809[2]
- Myagrum paniculatum L., 1753[2]
- Vogelia paniculata (L.) Hornem.[2]

Neslia paniculata, qui a pour nom commun Neslie paniculée, est une espèce de plante à fleurs de la famille des Brassicaceae et du genre Neslia, la seule de son genre.

## Description
La neslie paniculée est une plante herbacée annuelle et atteint des hauteurs de croissance d'environ 15 à 80 centimètres. Elle forme une fine racine pivotante. La tige pousse droite et est généralement ramifiée dans la partie supérieure. Les tiges comme les feuilles ont des poils ramifiés et simples. Les feuilles sont lancéolées, les inférieures sont pétiolées, les supérieures sont sessiles avec une base profondément en forme de flèche.
La période de floraison se situe principalement en juin et juillet. Les inflorescences abondantes sont d'abord des grappes et deviennent racémeuses en allongeant l'axe de l'inflorescence jusqu'à ce que le fruit mûrisse, en conséquence les fleurs sont d'abord proches les unes des autres et les fruits sont relativement éloignés. Les tiges florales sont généralement dressées et donnent des fruits d'environ 6 à 13 millimètres de long. Les fleurs hermaphrodites sont quadruples. Les quatre sépales nus et vert jaunâtre sont oblongs ou elliptiques avec une extrémité supérieure émoussée d'une longueur de 1,5 à 2 mm. Les quatre pétales jaune doré sont spatulés avec une extrémité supérieure émoussée d'une longueur de 2 à 3 mm. Les gousses sont de forme plus ou moins sphérique, généralement plus larges que longues (aussi longues que larges chez Neslia paniculata subsp. thracica), avec un diamètre d'environ 1,5 à 3 mm et une surface ridée en filet.
Dans la sous-espèce Neslia paniculata subsp. paniculata, le nombre de chromosomes est 2n = 14.

## Taxonomie
La plante est d'abord été décrite sous le nom (basionyme) Myagrum paniculatum par Linné. La nouvelle combinaison de Neslia paniculata (L.) Desv. est par Nicaise Auguste Desvaux. Le nom du genre est probablement dédié au botaniste français Jacques Amable Nicolas Denesle.
Neslia paniculata est la seule espèce du genre Neslia au sein de la famille des Brassicaceae.
On distingue deux sous-espèces :
- Neslia paniculata subsp. paniculata (L.) Desv.
- Neslia paniculata subsp. thracica Bornm. qui a pour nom commun Neslie de Thrace[5].

## Répartition
Neslia paniculata est probablement originaire de la région steppique du sud-est de l'Europe à l'Asie centrale. Neslia paniculata est une néophyte dans le reste de l'Europe et en Afrique du Nord, en Asie, en Amérique du Nord et en Australie.
La neslie paniculée pousse en Europe centrale dans les mauvaises herbes céréalières. En Europe centrale, elle prospère généralement sur un sol limoneux chaud, riche en nutriments et principalement calcaire.

## Parasitologie
La feuille a pour parasites Neopseudocercosporella capsellae, Aphis frangulae (sv), Erysiphe cruciferarum, Golovinomyces orontii (sv), Hyaloperonospora nesliae, Brevicoryne brassicae, Ceutorhynchus minutus (pt), Albugo candida, Phyllotreta nemorum, Cnephasia incertana (en), Liriomyza xanthocera (sv), Scaptomyza flava, Plutella xylostella. La racine a pour parasites Phyllotreta cruciferae, Phyllotreta undulata (de), Phyllotreta astrachanica (es), Phyllotreta diademata (es). Le collet a pour parasites Ceutorhynchus assimilis et Plasmodiophora brassicae.